# Паррия, Лана
Лана Мари́я Парри́я (также Парри́йя, Парри́лья, англ. Lana Maria Parrilla, род. 15 июля 1977) — американская актриса, наиболее известная по роли Злой Королевы/Реджины Миллс в телесериале канала ABC «Однажды в сказке».

## Ранние годы
Лана Паррия родилась и выросла в Бруклине, Нью-Йорк. Она дочь бейсболиста Сэма Паррия, игравшего в «Филадельфия Филлис» в начале семидесятых годов. В раннем возрасте Лана Паррия уже решила, что хочет стать актрисой, и после окончания средней школы переехала в Лос-Анджелес, чтобы учиться актёрскому мастерству, и вскоре начала выступать в местных театральных постановках.

## Карьера

### Начало карьеры
Лана Паррия в начале карьеры снялась в нескольких кинофильмах, а в 2000 году присоединилась к актёрскому ансамблю комедийного сериала «Спин-Сити» канала ABC. После завершения сериала в 2001 году она получила одну из главных ролей в пилотном выпуске сериала Semper Fi продюсера Стивена Спилберга, но сериал не получил одобрения на дальнейшее производство.
В 2002 году Паррия начала исполнять одну из главных ролей в драматическом сериале канала NBC «Бумтаун», который был закрыт после двух сезонов в 2003 году. В тот период она исполняла эпизодические роли во многих сериалах, среди которых «Военно-юридическая служба», «Щит», «Полиция Нью-Йорка» и «Клиент всегда мёртв».

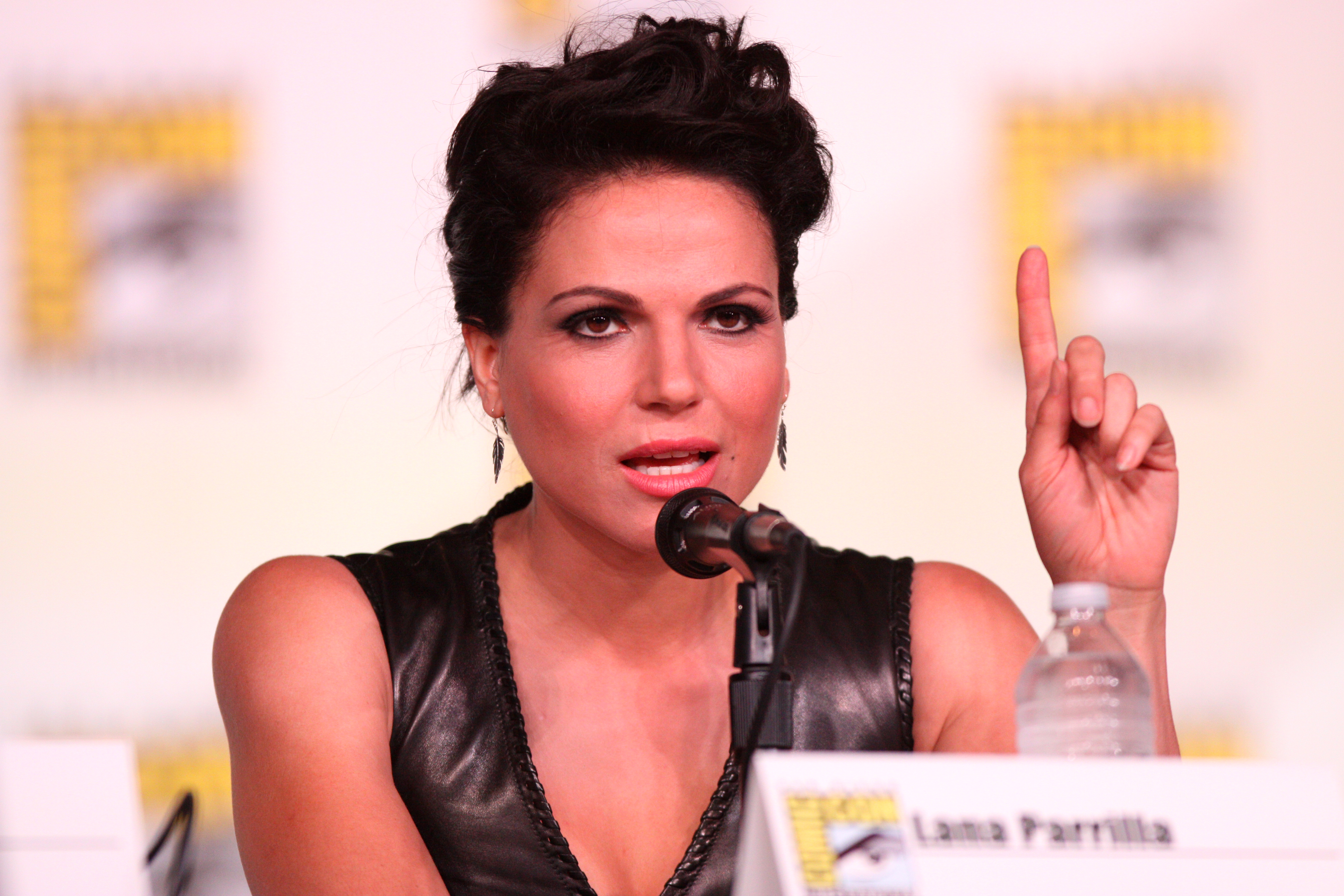
Паррия на San Diego Comic-Con 2012

В 2005 году Паррия снялась в четвёртом сезоне сериала «24», сыграв роль агента по борьбе с терроризмом Сары Гэвин, а в следующем — одну из главных ролей в сериале «Внезапная удача», который, как и её предыдущий проект, был закрыт после первого сезона. В том же году она появилась в двух эпизодах сериала «Остаться в живых». В 2008 году она снялась в ещё одном недолго просуществовавшем сериале — спорной драме канала CBS «Город свингеров». В том же году Паррия сыграла главную роль в фильме «The Double Life Of Eleanor Kendall», роль женщины, у которой украли личность. В 2010 году она снялась в ещё одном недолго просуществовавшем сериале — медицинской драме «Больница Майами».

### «Однажды в сказке»
В начале 2011 года Лана Паррия получила роль в телесериале канала ABC «Однажды в сказке». В сериале она играет роль властного мэра Реджины Миллс (в прошлом — сказочной Злой Королевы), главной антагонистки истории, вокруг которой закручен весь сюжет. Сериал получил хорошие отзывы от критиков, стал известен благодаря оригинальной концепции и феминистскому уклону. Сериал приобрёл успех во всём мире, благодаря своей роли в нём Паррия достигла большой известности. Лана Паррия получила много похвал со стороны критиков, некоторые из которых отмечали, что актриса достойна номинации на премию «Эмми» за свою игру. В шорт-лист «Эмми» она не попала, однако выиграла премию TV Guide в категории «Любимый злодей» и ALMA за лучшую женскую роль в драматическом сериале в 2012 году. Также она номинировалась на премии «Сатурн» и Teen Choice в 2012 году за свою игру в первом сезоне сериала.

## Личная жизнь
Лана Паррия активно поддерживает права ЛГБТ-сообщества и публично критиковала республиканца Пола Райана, который оскорблял представителей меньшинств в ходе предвыборной кампании 2012 года. Паррия выступала на стороне Барака Обамы на президентских выборах 2012 года. В апреле 2013 года обручилась со своим бойфрендом Фредом Ди Бласио во время пребывания в Израиле. В июле 2014 года вышла за него замуж.
14 апреля 2019 года Лана Паррия сообщила в своём инстаграме о разводе с Фредом Ди Бласио.

## Фильмография

### Телевидение
| Год       | Название на русском       | Название на английском | Роль                                 | Примечания                         |
| --------- | ------------------------- | ---------------------- | ------------------------------------ | ---------------------------------- |
| 1999      | Взросление                | Grown Ups              | Официантка                           | 2 эпизода                          |
| 2000—2001 | Спин-Сити                 | Spin City              | Энджи Ордоньес                       | 21 эпизод                          |
| 2002      | Военно-юридическая служба | JAG                    | Лейтенант Стефани Донато             | 1 эпизод                           |
| 2002      | Щит                       | The Shield             | Сидона Теллез                        | 1 эпизод                           |
| 2002—2003 | Бумтаун                   | Boomtown               | Тереза Ортис                         | 24 эпизода                         |
| 2004      | Полиция Нью-Йорка         | NYPD Blue              | Офицер Джанет Грэфтон                | 3 эпизода                          |
| 2004      | Клиент всегда мёртв       | Six Feet Under         | Майли                                | 2 эпизода                          |
| 2005      | 24 часа                   | 24                     | Сара Гэвин                           | 12 эпизодов                        |
| 2006      | Внезапная удача           | Windfall               | Нина Шейфер                          | 13 эпизодов                        |
| 2006      | Остаться в живых          | Lost                   | Грета                                | 3 эпизода                          |
| 2008      | Город свингеров           | Swingtown              | Трина Деккер                         | 13 эпизодов                        |
| 2010      | Больница Майами           | Miami Medical          | доктор Ева Замбрано                  | 13 эпизодов                        |
| 2010      | Тайные операции           | Covert Affairs         | Джулия Суарез                        | 1 эпизод                           |
| 2010      | Медиум                    | Medium                 | Лидия Хэлстом                        | 1 эпизод                           |
| 2010      | Фишки. Деньги. Адвокаты   | The Defenders          | Бетти                                | 1 эпизод                           |
| 2011      | Преследование             | Chase                  | Изабелла                             | 1 эпизод                           |
| 2011—2018 | Однажды в сказке          | Once Upon a Time       | Злая Королева / Реджина Миллс / Рони | Главная роль                       |
| 2021      | Почему женщины убивают    | Why Women Kill         | Рита Кастильо                        | Главная роль (сезон 2) 10 эпизодов |
| 2023      | Линкольн для адвоката     | The Lincoln Lawyer     | Лиза Траммелл                        | Главная роль (сезон 2)             |
| 2025      | Благодетель               | The Rainmaker          | Джоселин Стоун                       | Главная роль                       |

### Кино
| Год  | Название на русском  | Название на английском             | Роль        | Примечания |
| ---- | -------------------- | ---------------------------------- | ----------- | ---------- |
| 2000 | Очень скупые мужчины | Very Mean Men                      | Тереза      |            |
| 2000 | Пауки                | Spiders                            | Marci Eyre  |            |
| 2001 | Репликант            | Replicant                          | Марси       | камео      |
| 2003 | Замороженные звезды  | Frozen Stars                       | Лиза Васкес |            |
| 2005 | Последняя поездка    | One Last Ride                      | Антуанетта  |            |
| 2008 | Обезличенная         | The Double Life of Eleanor Kendall | Нелли       |            |
| 2020 | Выбивая долги        | The Tax Collector                  | Фави        |            |
| 2024 | Атлас                | Atlas                              | Вэл Шепард  |            |

## Награды и номинации
| Год  | Награда            | Категория                                           | Работа           | Результат |
| ---- | ------------------ | --------------------------------------------------- | ---------------- | --------- |
| 2003 | Imagen Award       | Лучшая актриса второго плана                        | Boomtown         | Победа    |
| 2008 | ALMA               | Лучшая женская роль в телевизионном сериале — драма | Swingtown        | Номинация |
| 2012 | TV Guide Award     | Лучший злодей                                       | Однажды в сказке | Победа    |
| 2012 | Сатурн             | Лучшая актриса второго плана                        | Однажды в сказке | Номинация |
| 2012 | Teen Choice Awards | Лучший злодей                                       | Однажды в сказке | Номинация |
| 2012 | ALMA               | Лучшая женская роль в телевизионном сериале — драма | Однажды в сказке | Победа    |
| 2013 | NHMC Impact Award  | Лучшая женская роль в телевизионном сериале         | Однажды в сказке | Победа    |
| 2013 | Teen Choice Awards | Лучший злодей                                       | Однажды в сказке | Номинация |
| 2016 | Teen Choice Awards | Лучшая актриса фэнтези сериала                      | Однажды в сказке | Победа    |